# Conocephalus bituberculatus
Conocephalus bituberculatus är en insektsart som först beskrevs av Ludwig Redtenbacher 1891.  Conocephalus bituberculatus ingår i släktet Conocephalus och familjen vårtbitare. Inga underarter finns listade i Catalogue of Life.